# 东闾中华圣母堂
东闾中华圣母堂是位于中国河北省保定市清苑区东闾镇东闾村（在保定市东南20公里）的大型天主教堂，是在中国大陆经过天主教教宗批准的2处圣母朝圣地之一（另一处是上海市松江区的佘山进教之佑圣母大殿）。

## 历史

### 起源
东闾是华北平原上一个大型村落，全村近9000人口，近7000村民信仰天主教，可能是中国天主教信徒最集中的一个村落（山西省清徐县六合村也有近7000名信徒）。
根據史料記載，1862年時，東閭約有2,000名村民，尚無天主教信徒。
當時村落主要由楊姓與寇姓兩大家族構成。楊姓家族相對貧困，曾因聽信一位算卦者的建議，私自拆毀村中水塘邊屬於寇姓的廟宇。此事被寇姓家族發覺後，楊姓人被押解至保定府府衙審問。為尋求外援與保護，楊姓人在鄰村信仰天主教的親戚建議下，前往拜訪當時在東閭北方傳教的遣使會劉永和神父（聖名為方濟，中國人），並表達希望加入天主教的意願。劉神父提供教理書，楊姓人認真研讀，準備半年後的洗礼。寇姓家族得知天主教徒可受到外國保護，為避免楊姓家族取得優勢，也決定加入天主教，並同樣向劉神父請求教理指導。在此過程中，雙方均未提及此前廟宇被毀一事。直到劉神父親自至寇姓家中籌建要理學校時，事件才被提起。劉神父表示：「敬拜土木偶像、燒香叩拜並不符合教義，既然廟宇已被拆除，便不必重建；若諸位同意，可在原址興建聖堂，專為敬拜天主——天地萬物與人類的創造者。」
此後，東闾村民開始淡化家族對立，轉而以「東頭」與「西頭」區分，不再以姓氏為界。1863年春，劉神父為村中東頭、西頭的望教成人及其子女施行洗禮，首批受洗人數約300人。1870年，劉神父於村中興建第一座聖堂。此后，村里的多数居民都信奉了天主教：直至1896年，东闾村已经有698名天主教徒。

### 庚子年
1900年6月，义和团事变期间，有9000名附近地区（包括保定城内）的天主教徒来此避难。当时东闾的本堂神父张芳济滞留北京，无法回来，由在此避难的蠡县高庄的王神父带领村民在村子周围挖掘了很宽的壕沟，里面插满了带刺的树枝，在壕沟内侧建造了防御工事。不久4万名义和团从姜庄撤围后转向东闾，扎营安寨，三面包围东闾，宣称将杀尽“二毛子”（教徒）。教徒们使用几支火枪和一门铁炮护村保教，击退了义和团的4次进攻。在7月，又击退了清军的44次进攻。直到8月15日北京被八国联军攻陷的消息传来，清军才撤退。这样，东闾教堂成为在1900年义和团事变期间整个直隶北境代牧区仅有的两处未被破坏的教堂（另一处是北京西什库天主堂）。据说当时圣母常常在东闾村上空显现，施以大能保护。神父戴牧灵说许多后来皈依天主教的义和团民告诉他，在村子上空显现的“白人太太”使他们非常害怕，这意味着任何人进了村子就别想活着出来。

### 成为朝圣地
1901年－1903年，为了感谢圣母的庇护，遣使会神父在东闾村建成了一座哥特式大教堂、一所修女院和几所学校，并且加固了村子周围的工事，建起了4座坚固的门楼，分别题名为“進教之佑”、“達味敵樓”、“圣彌額爾”和“圣路易王”。1915年，东闾成为拥有42000名教徒的总铎区的中心。1939年，本村已经有3500名天主教徒。。
义和团事变平息以后，东闾村成为华北地区著名的圣母朝圣地。附近的天主教徒开始流行对东闾圣母的敬礼。1924年，教宗比约十一世委托宗座首位驻华代表刚恒毅总主教（以后荣升枢机）在上海召开第一届中国主教会议，其中的一项内容就是由全体与会主教献上“奉献中国于圣母诵”，将中国奉献于中华圣母（Our Lady of China），并且选定东闾村大教堂内供奉的圣母像作为标准中华圣母像。
参加全国主教会议的保定教区主教满德贻返回教区后，商议把东闾圣堂辟为中华圣母朝圣地，通知全国各地，来东闾朝圣。
1928年，保定教区代牧主教周济世得到刚恒毅总主教批准，派遣东闾本堂法籍戴牧灵神父（CM．Tlemonent）去法国露德朝圣，并学习经验，准备将东闾圣母发展成全国性朝圣地。1929年5月，朝圣活动正式揭幕。自此每年阳历5月，保定教区各村镇的天主教徒按预定计划每日轮流来东闾朝圣。后来，北京、天津、献县、安国等教区的主教、神父也纷纷带领教友前来东闾敬拜圣母。
1937年，教宗庇护十一世在审阅了宗座驻华代表蔡宁主教呈递的《东闾朝圣汇报书》及《申请书》之后，批准东闾为中国的国家朝圣地。5月，蔡宁主教、周济世主教和易县监牧区马迪懦主教带领数千教徒前往东闾朝圣，并在东闾大教堂里，公布了教宗的勒令。

### 毁灭
1937年，中日战争爆发，日军迅速占领华北地区。1941年，东闾教堂被日军烧毁。朝圣活动随之停止。

### 重建
1989年3月12日，在东闾教堂被毁48年之后，热心的东闾教徒在请示保定教区范学淹主教后，自筹资金百万余元，义务劳动，在村北开始重建一座规模更大的新教堂，于1992年5月1日竣工，重新奉献给圣母。建堂期间，在1990年10月3日，教宗若望保禄二世向东闾建堂教徒和建堂工程颁赐祝福。

## 建筑
1901年建造的东闾教堂身长55米、宽15.5米，钟楼双塔高23米。1910年保定教区成立，东闾教堂的规模为全教区教堂之冠。这座教堂在1941年被毁。
1992年建成的大堂规模比以前更为雄伟（扩大了近1/3）。大堂长66米，宽18米，占地面积1548平方米，建筑风格为哥德式。钟楼两侧双塔对峙，高43米。顶部还覆盖有闪闪发光的金属片。该教堂可容纳3000余人，是中国最大的天主教堂之一。这座高大的西式教堂，耸立在华北平原的乡村，周围是生长小麦和玉米的广阔田野。

## 东闾圣母像

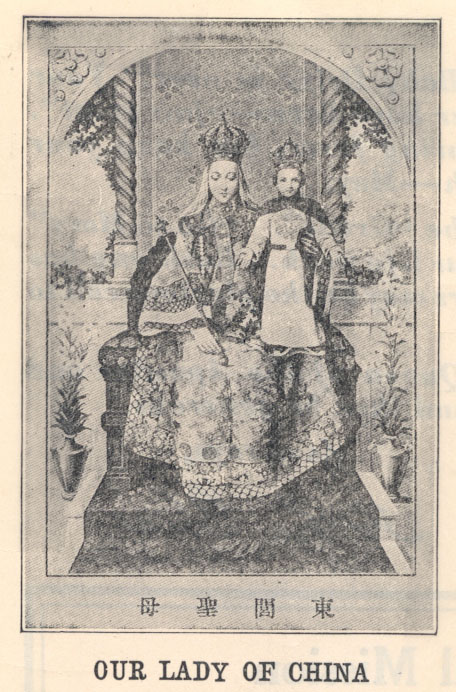
东闾圣母

1901年，东闾教堂祭台上供奉的圣母画像是任神父（GIRON）请一位贞女画师所画，名为东闾之后圣母像。1908年，任神父调离，雷孟诺（P．Flament，C.M）接任本堂神父，他认为祭台上原先的所供圣母像人物繁多、不够典雅庄重，不适宜祭台供奉。他前往上海，聘请了一位旅居上海的法国画家重新绘制东闾圣母像：圣母的面容是以慈禧太后的一张大型油画像作样板，以显示圣母为天地之后，地位崇高、雍容华贵。她穿着中国皇后服饰，穿戴着珠翠金冠，坐在宝座上。小耶稣穿着中国太子服饰，云鞋锦袍，头戴金冠，站立在宝座左侧。在圣母像的上边还写了“天主圣母东闾之后，为我等祈”的标题。这张圣母像，后来在1924年在全国主教会议上被尊为中华圣母，流传到整个中国。最后在1966年毁于文化大革命中。1989年东闾重建的圣母大堂所供的圣母像是依原照片由河北尧阳县天主教徒画师完全按原版尺寸重绘。

## 朝圣活动
教会当局规定每年5月第2个星期日（母亲节）的前一日是中华圣母的庆日。此庆日祈求圣母为中华民族转祷基督，祝福中华民族国泰民安。每年五月为朝圣季，全国教友前往朝圣的人络绎不绝，5月24日的进教之佑圣母节则为朝圣的最高潮。
每年5月，每天上午九时，由当日的朝圣团神父主持大礼弥撒。每天午后两点，开始上街进行热烈的圣体游行，沿街住户负责清扫、张贴标语，各户门前插上彩旗。圣体巡礼走完预设的路线后，队伍回到堂院，众人整队齐跪院里，等候圣体降福，最后再回堂内。
从1929年到1937年中日战争开始以前，每年都有众多天主教徒到东闾朝拜中华圣母。前后来东闾朝圣行列中的教会上层人士有：首任驻华代表刚恒毅总主教和第二任驻华代表蔡宁主教，有北京教区满德贻主教、安国教区孙德桢主教、献县教区等教区主教共二十余位，以及于斌（后荣升枢机），雷鸣远等各地神父百余位。天津教区的文贵宾主教是每年5月必到东闾朝圣；保定教区的周济世主教更是每年不只一次前往东闾祈求圣母，并著书宣扬。至于前来朝圣的天主教徒的数目，據東閭本堂戴牧灵神父於1931年報導，僅在這一年就有兩萬五千教友來東閭朝聖。据称在朝聖期間，中華聖母常显奇蹟，有垂死病童康復，盲者復明，癱子行走等若干個案。因此增长了教徒们对天主教的信仰热情，每年来东间朝圣的人逐渐增加。对于华北地区天主教的发展也起着推动的作用。 
1992年重建新堂后，曾有一个短暂的时期恢復了若干朝聖活動，如聖體在東閭村街道遊行，但不久後受到限制，僅能在聖堂院牆內舉行。 1995年5月23日，据称有3万名朝圣者目睹圣母显现。但在1996年，因发生东闾朝圣事件，朝圣活动被政府暂停，之后一直未获得政府批准恢复。天主教爱国会也向河北省人民政府提出恢复东闾朝圣的申请，理由是恢复东闾朝圣将有助于公开教会的主教争取自己在信教群众中的权威地位。（河北省保定等教区的爱国会势力弱于忠于梵蒂冈的地下教会势力）2009年起，朝圣活动公开进行。

## 影响
今日，对中华圣母的崇敬已经扩展到中国大陆以外的華人地區，中华圣母像普遍流传。1964年，羅光主教在台灣台南市開山路建立了一座中國式壯觀的、以中華聖母為主保的聖堂，即今之中華聖母主教座堂。1974年，该堂建堂十年慶之際，台灣的天主教友聚集於此，慶祝敬禮中華聖母50週年。 

### 引用
1. ↑  六合村纪行，信德报(第176期) （页面存档备份，存于）
2. ↑  宋稚青. . 聞道出版社. 2005. ISBN 986-7653-13-0.
3. 1 2 3 4 5  沙百里：中国基督徒史，巴黎德斯柯勒出版社，1992年
4. 1 2 3 4  东闾教堂编印资料：有关东闾
5. ↑  戴牧灵神父回忆录，1966年
6. 1 2 3 4  宋稚青：恭祝中華聖母敬禮八十週年，願慈母賜您溫和良善.   [2006-11-20]. （原始内容存档于2007-02-08）.
7. ↑  解成:关于河北省天主教地下势力问题的调查与思考[永久]
8. ↑  天使团朝圣之旅，天主教保定教区，2009-4-30[永久]